# Medemché
Medemché (ou Mdmiche, Medimche, Medmiche, Ndimche) est une localité du Cameroun située dans la commune de Roua, le département du Mayo-Tsanaga et la Région de l'Extrême-Nord, dans les monts Mandara, à proximité de la frontière avec le Nigeria.

## Population
En 1966-1967, la localité comptait 788 habitants, des Mafa.
Lors du recensement de 2005, on y a dénombré 1 365 habitants. 

En 2011, le Plan communal de développement (PCD) de la commune de Roua porte ce chiffre à 2 950.